# Kammeroper Leipzig
Die Kammeroper Leipzig e. V. wurde 2009 als erstes sächsisches Tourneetheater von Katharina Wingen gegründet. Das Tourneetheater-Ensemble der Kammeroper Leipzig gastierte an Theatern, Opern und in Konzertsälen sowie bei Musikfestivals in Deutschland.

## Entstehung
Katharina Wingen ist Gründerin und Intendantin der Kammeroper Leipzig. Die gebürtige Bonnerin studierte u. a. bei Kammersängerin Edda Moser und absolvierte die Reifeprüfung im Gesang. Sie ist Meisterschülerin der Kammersängerin Rachel Yakar. Seit 1999 ist sie freischaffende Sopranistin.

## Repertoire (Auswahl)
Die Kammeroper Leipzig bietet Opernprogramme, Konzert- und Opernpasticcios sowie Kinder- und Jugendprogramme an:
- „See you in Walhalla“ – Richard-Wagner-Opernkabarett von Katharina Wingen
- „Mord in der Primadonnenloge“ – Opernkrimi von Katharina Wingen
- „Martha Mödl – So war ihr Weg“ – Hommage an die große Wagnerdiva anlässlich ihres 100. Geburtstages
- „Der Fluch des Drachen“ – „Der Ring des Nibelungen“ von Richard Wagner für Kinder

### Opern- und Konzertpasticcios
Zu dem Markenzeichen der Kammeroper Leipzig zählen die Opern- und Konzertpasticcios. Diese stellen eine Liaison von Oper- und Theaterstück dar. Opernarien werden in ein eigens dafür geschriebenes Theaterstück eingebunden. Derartige Opernpasticcios im Repertoire der Kammeroper Leipzig sind beispielsweise See you in Wallhalla oder Mord in der Primadonnenloge.